# Palais du Tau

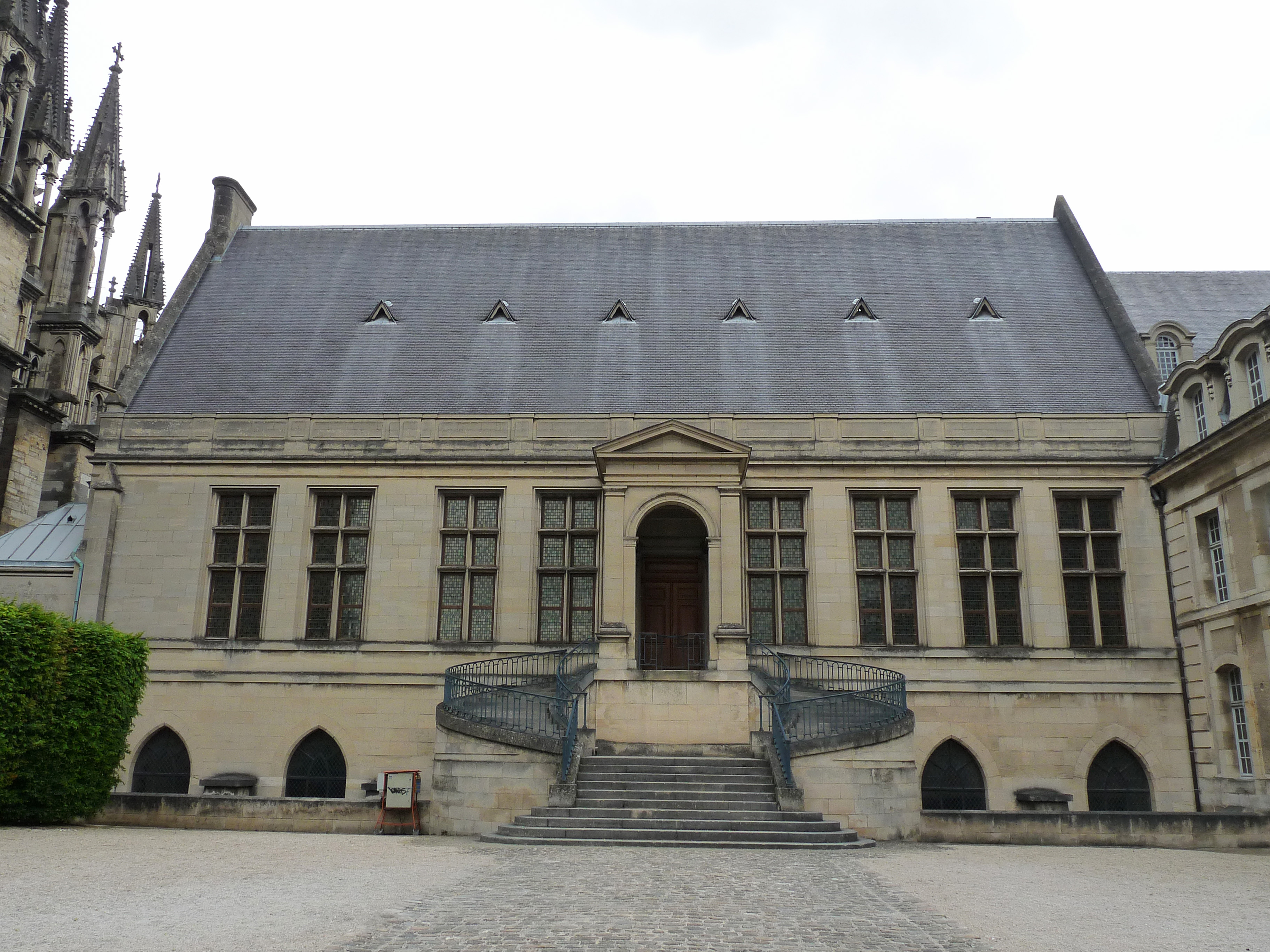
Südwestfassade des Saalbaus

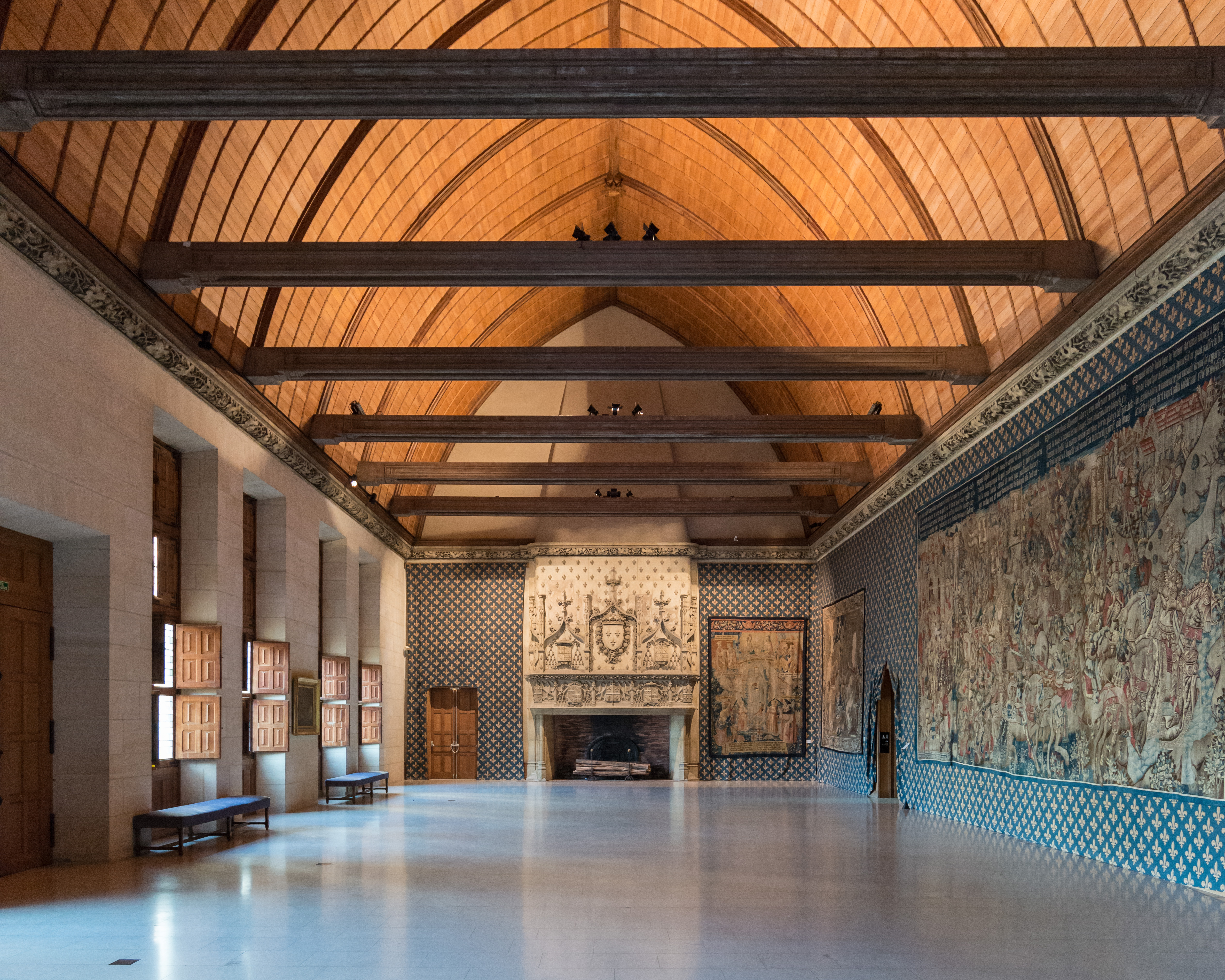
Salle du Tau

Das Palais du Tau ist der erzbischöfliche Palast in Reims. 
Die Bischofsresidenz wurde zwischen 1498 und 1509 auf dem Gelände einer gallo-romanischen Villa errichtet. Die Villa hatte sich bis in das 6. oder 7. Jahrhundert erhalten und wurde später zu einer karolingischen Königspfalz umgebaut. Die erste belegte Nutzung des Namens Palais du Tau datiert im Jahr 1131. Sie leitet sich vom Grundriss des Gebäudes ab, der an den Buchstaben T, griechisch Tau erinnert.
Der heute noch erhaltene älteste Teil des Palasts ist die frühgotische Kapelle von 1207. In den Jahren 1498 bis 1509 wurde das Ensemble größtenteils im Stil der Spätgotik neu aufgebaut. Zwischen 1671 und 1710 wurde es durch Jules Hardouin-Mansart und Robert de Cotte barockisiert. Am 19. September 1914 wurde es durch deutsches Artilleriefeuer stark beschädigt und bis zum Ende des Zweiten Weltkriegs nicht mehr renoviert.
Die Könige von Frankreich verbrachten die Nacht vor ihrer Krönung in Notre-Dame de Reims in diesem Gebäude. Vor dem Krönungsakt wurde der zukünftige König dort angekleidet und nach dem Festakt fand ein Festessen im Salle du Tau des Palasts statt, wo ein überdimensionaler Kamin aus dem 15. Jahrhundert zu finden ist. Das erste aufgezeichnete Bankett fand im Jahr 990 statt, das letzte im Jahr 1825. 
Der Palast beherbergt seit 1972 das Musée de l'Œuvre, das Skulpturen und Bildwirkerei, wie auch Reliquien der Kathedrale und andere Objekte, welche an die Krönungsfeierlichkeiten erinnern, ausstellt. Unter den Erinnerungsstücken ist auch der sog. Talisman Karls des Großen. Außerdem wird im Palais du Tau die einzige nach den Zerstörungen der Französischen Revolution erhaltene Königskrone und ein Krönungsmantel ausgestellt sowie das Reliquiar der Heiligen Ampulle.
Das Palais du Tau, die Kathedrale Notre-Dame und die Abtei Saint Rémi wurden 1991 zum UNESCO-Welterbe ernannt.